# Rhysodesmus morelus
Rhysodesmus morelus är en mångfotingart som beskrevs av Chamberlin 1943. Rhysodesmus morelus ingår i släktet Rhysodesmus och familjen Xystodesmidae. Inga underarter finns listade i Catalogue of Life.